# Warburton Peak
Der Warburton Peak ist ein 1090 m hoher Berg im Westen Südgeorgiens. Er ragt 5 km nordöstlich des Kopfendes des Wilson Harbour auf.
Wissenschaftler des South Georgia Survey (SGS) kartierten ihn während der von 1951 bis 1957 durchgeführten Vermessungskampagne. Namensgeber ist der Arzt Keith Warburton (1927–1959), der erstmals von 1953 bis 1954 für den SGS tätig war, jedoch krankheitsbedingt Südgeorgien verlassen musste, dann als stellvertretender Kampagnenleiter, Arzt und Bergsteiger von 1955 bis 1956 nach Südgeorgien zurückgekehrt war.